# Мадхеш
Мадхеш — провинция Непала, созданная в области-«Митхиле» по новой Конституции, принятой 20 сентября 2015 года. Первоначально называлась Провинция № 2, c 17 января 2022 года имеет современное название.
Территория составляет 9 661 км².

## Население
В ноябре 2021 в Мадхеше проживало 6 114 600 человек. Население схоже с населением ближайших штатов Индии, региональные языки: майтхили, бходжпури, ваджика.
У власти в провинции находятся представители Федерального социалистического форума.

## Зоны
В состав провинции вошли южные районы следующих зон:
- Джанакпур
- Нараяни
- Сагарматха

## Округа

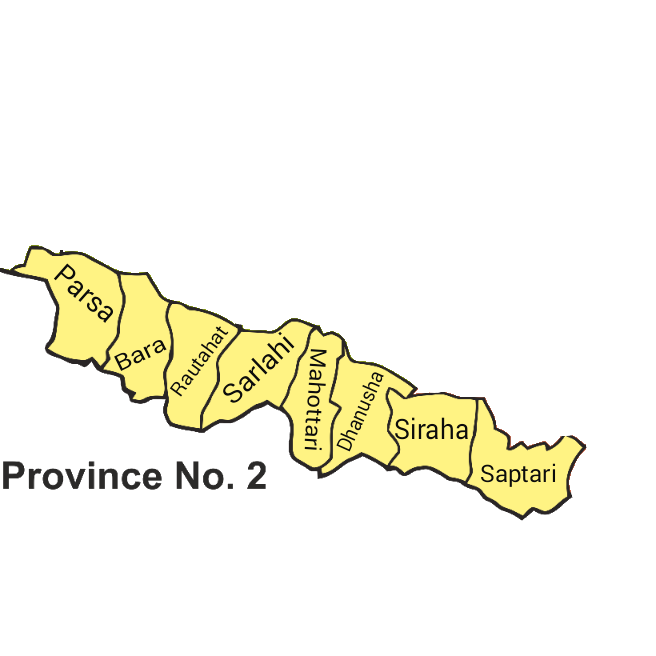
Мадхеш (2-я провинция) состоит из 8 районов

Провинция состоит из следующих районов:
1. Саптари
2. Сираха
3. Дхануша
4. Махоттари
5. Сарлахи
6. Раутахат
7. Бара
8. Парса